# Vodní nádrž Švihov
Vodní nádrž Švihov (známá spíše pod názvem vodní nádrž Želivka) je vodárenská nádrž na řece Želivce, která slouží jako zdroj pitné vody pro téměř celou středočeskou oblast včetně Prahy. S rozlohou 16 km² jde o největší vodárenskou nádrž v České republice a ve střední Evropě. Zároveň jde o čtvrtou největší přehradní nádrž a o čtvrtou největší vodní plochu na území České republiky vůbec.

## Stavba
O stavbě vodního díla bylo rozhodnuto v roce 1963, výstavba začala v roce 1965 a byla dokončena roku 1975, zkušební odběry vody však začaly roku 1972. Přehrada je vybudována v říčním kilometru 4,29, nad soutokem Želivky se Sázavou. Přímá zemní hráz dosahuje výšky 58 metrů, délka koruny hráze činí 860 m. Dvě odběrné věže a bezpečnostní šachtový přeliv tvoří sdružený objekt. Od roku 2004 je u nádrže v provozu malá vodní elektrárna s Francisovou turbínou o instalovaném výkonu 450 kW.
Před nádrží Švihov byla vybudována soustava menších vodních nádrží (Trnávka, Němčice, Sedlice), jejichž účelem je zachytit splaveniny před vodárenskou nádrží.

## Přívod do Prahy
Vodní tunel Želivka, který přivádí vodu z nádrže do Prahy a byl dokončen v roce 1972, je s délkou 51 km jedním z nejdelších tunelů světa. Průměr tunelu je 2,6 m. Zásobuje nejen Prahu, ale i velkou část Středočeského kraje a voda teče samospádem.

## Vodní režim
Průměrný dlouhodobý roční průtok k profilu hráze činí 6,93 m³/s. Stoletá voda zde dosahuje 316,0 m³/s.

## Zatopené obce
Vodní nádrží byla zatopena například vesnice Švihov a Příseka, staré Dolní Kralovice a převážná část bývalého městečka Zahrádka (dříve Trhová Zahrádka). 
Počátky osady Zahrádka sahají do 12. století, ve 14. století u vesnice byl významný brod přes Želivku. Roku 1562 byla Ferdinandem I. povýšena na město a přejmenována na Trhovou Zahrádku. 21. února 1850 město poničil požár. Roku 1856 byla postavena silnice do Želiva, 1858 do Ledče nad Sázavou, 1862 do starých Dolních Kralovic a 1879 do Humpolce. Roku 1860 byla v Trhové Zahrádce zřízena pošta. Ještě před první světovou válkou byla zavedena autobusová linka z Ledče nad Sázavou přes Zahrádku do Humpolce. Roku 1920 se městečko vrátilo k názvu Zahrádka.

## Zajímavosti
Nad vodní nádrží trčí do prostoru rozestavěná mostní konstrukce nedokončené protektorátní dálnice.
Zhruba na 77. km dálnice D1 na řece Želivka, která teče do vodní nádrže je unikátní dvojitý most, starý most byl nižší a nevyhovoval požadavkům dopravy (výškou, šířkou a strmými nájezdy), na jeho základech ve větší výšce byla postavena nová mostovka.

## Fotogalerie

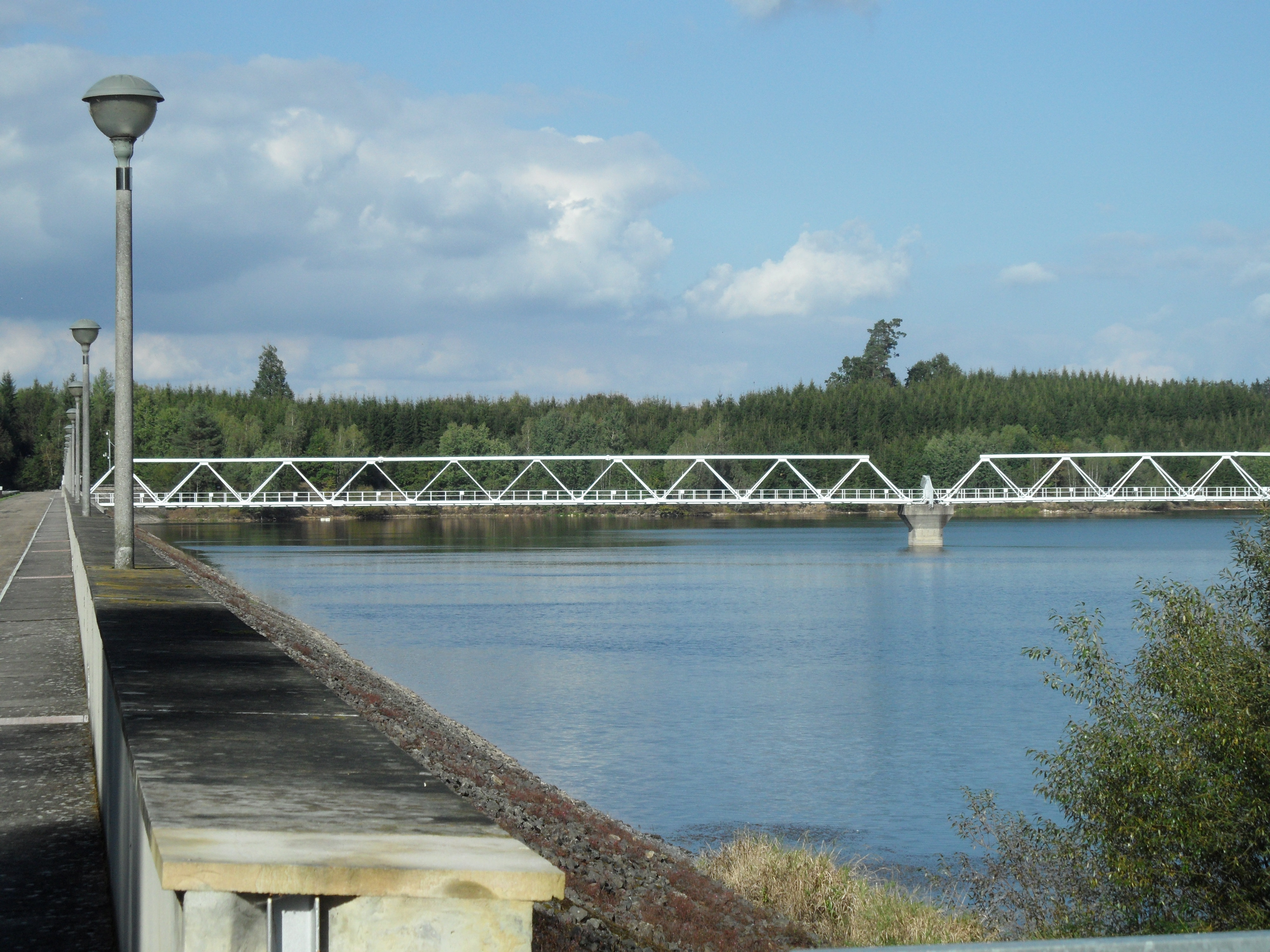
Lávka z hráze k odběrné věži
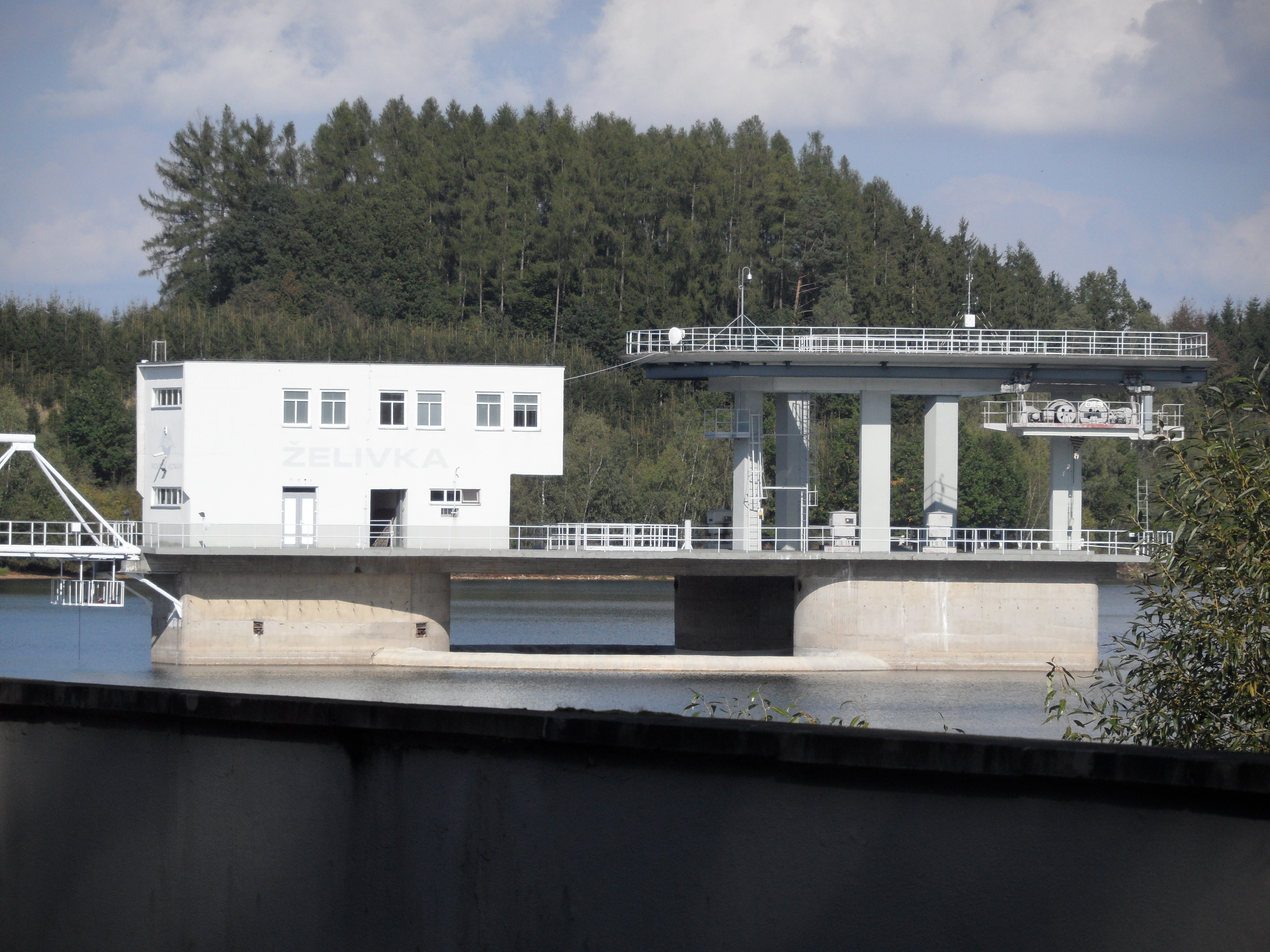
Odběrná věž
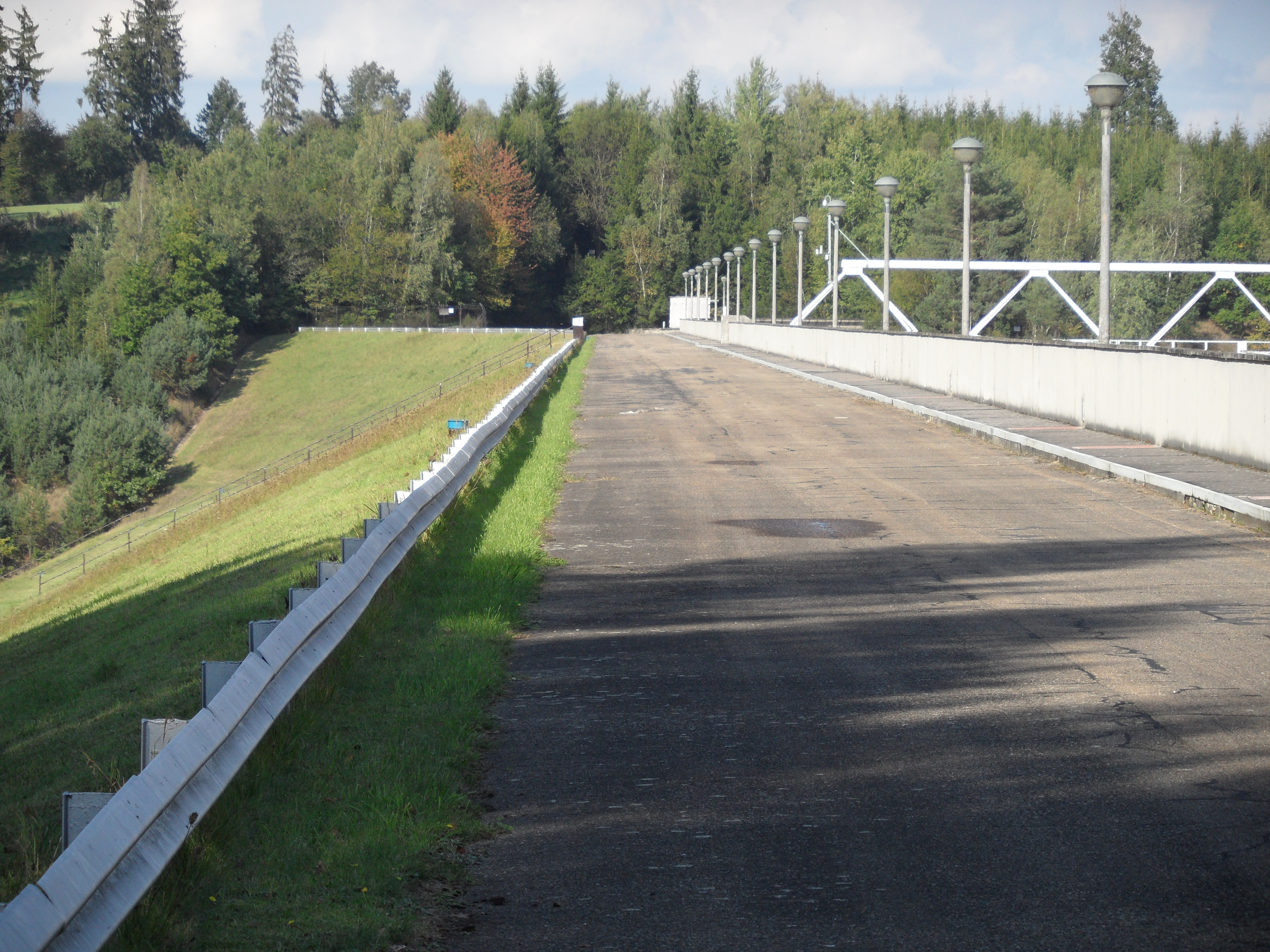
Koruna hráze
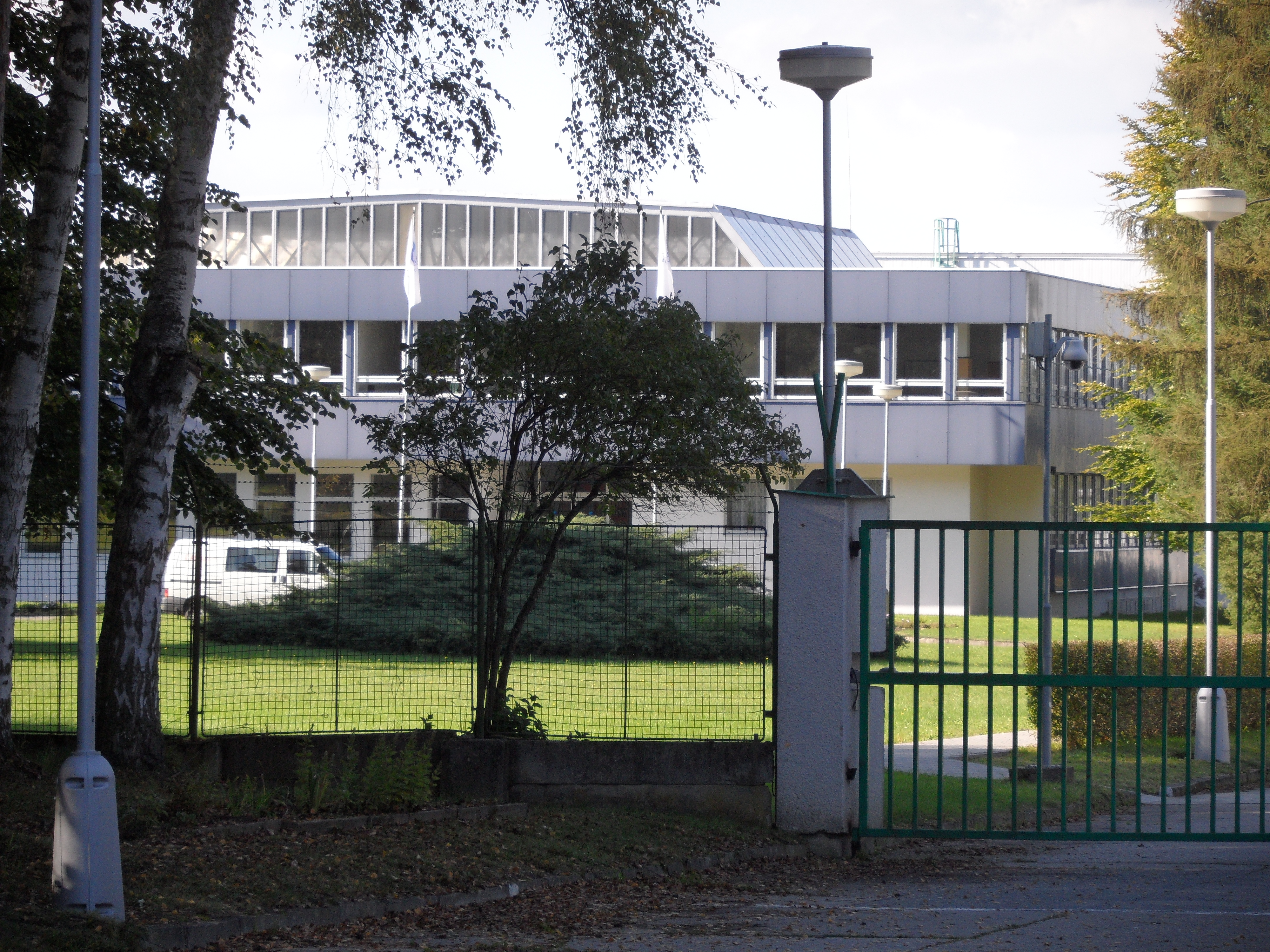
Detail úpravny vody Želivka
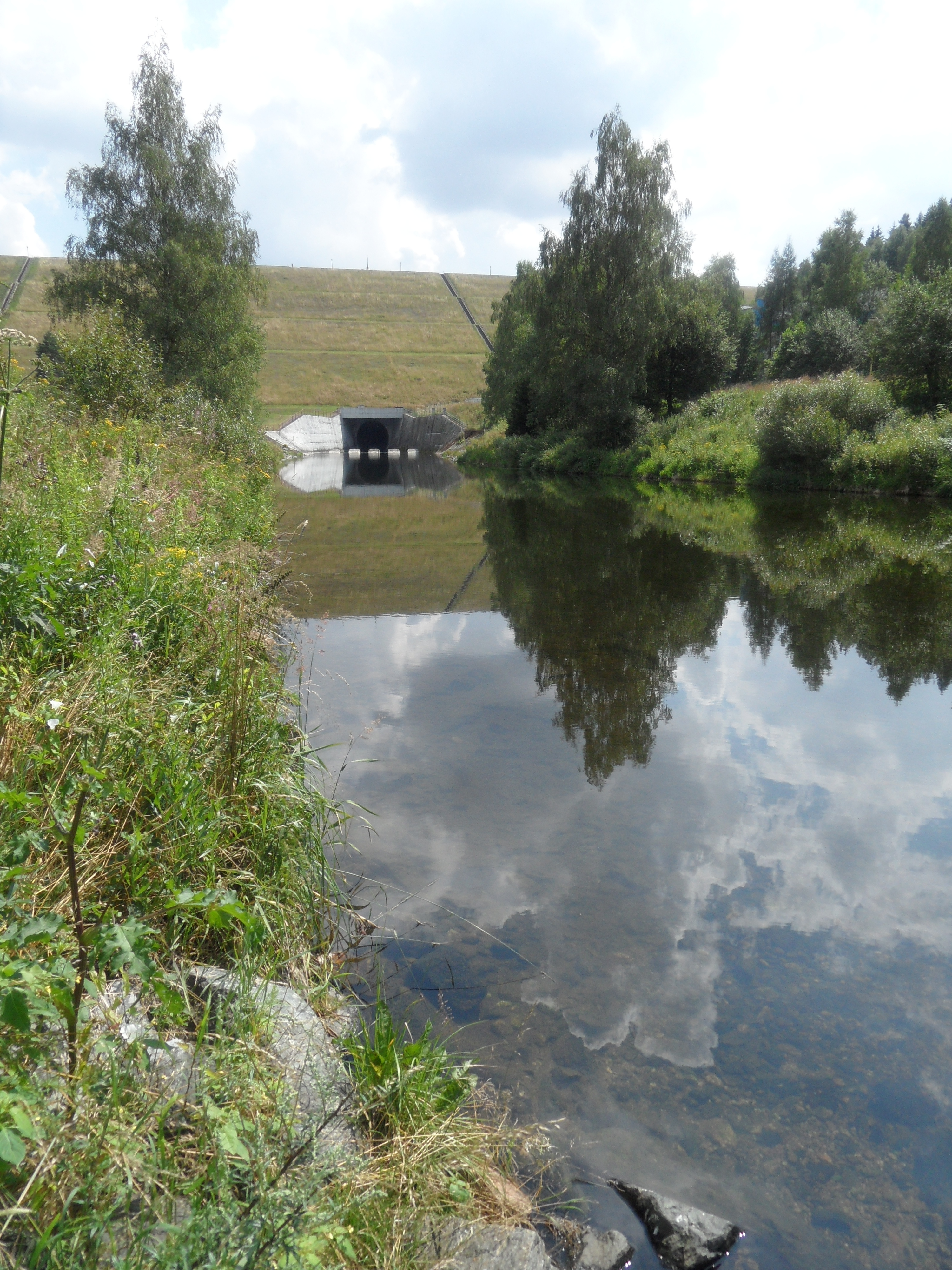
Želivka pod hrází
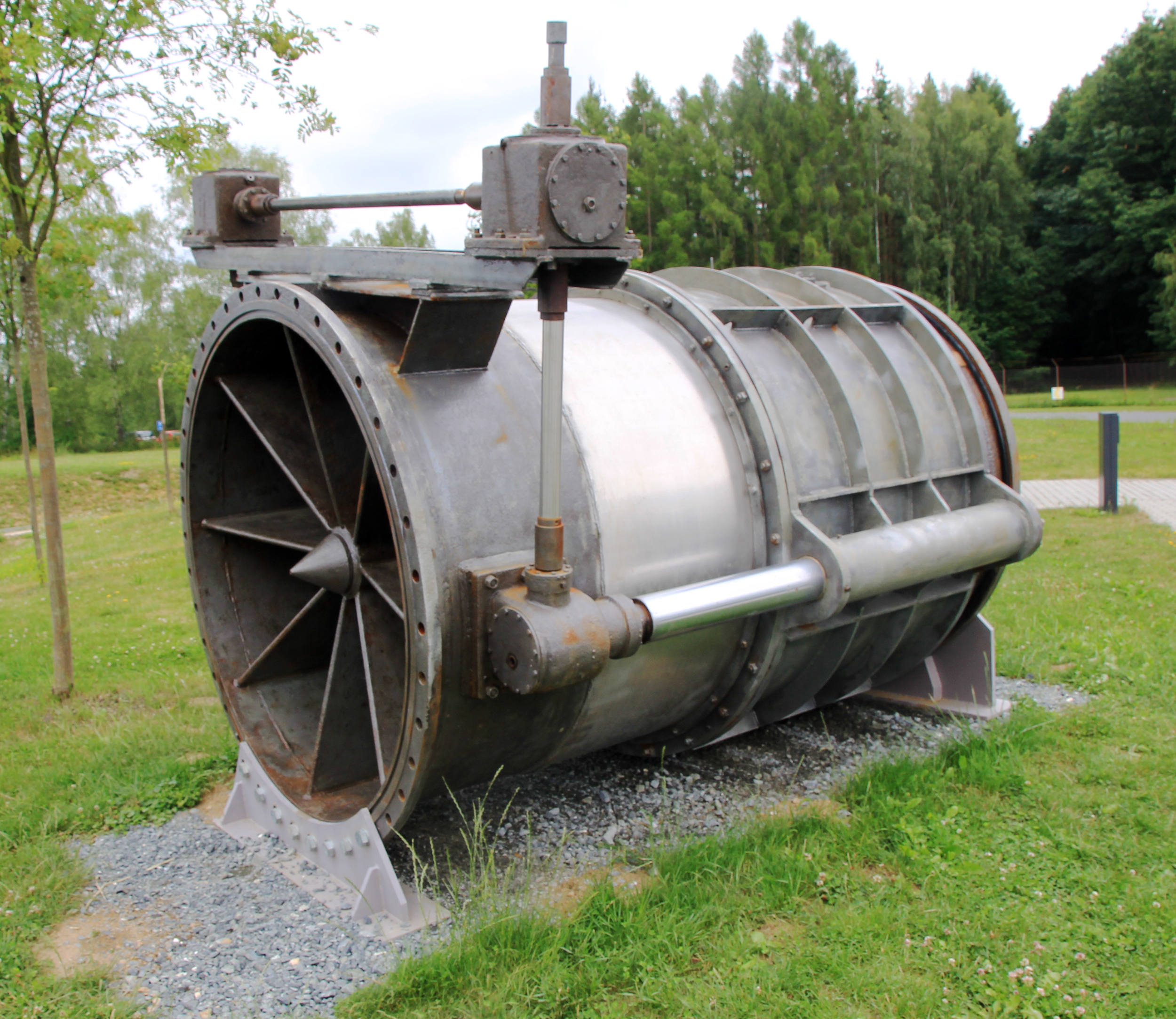
Takový vodní ventil může řídit odtok z nádrže